# (14484) 1994 PU32
A (14484) 1994 PU32 a Naprendszer kisbolygóövében található aszteroida. Eric Walter Elst fedezte fel 1994. augusztus 12-én.